# Bad Orb
Bad Orb è una città tedesca situata nel land dell'Assia.